# Makaa (Sprache)
Makaa (auch Mekaa) ist eine Bantusprache und wird von circa 80.000 Menschen in Kamerun gesprochen (Zensus 1987).
Sie ist die Muttersprache der Makaa und wird im Département Haut-Nyong in der Region Est verbreitet.
Makaa wird in der lateinischen Schrift geschrieben.

## Klassifikation
Makaa ist eine Nordwest-Bantusprache und gehört zur Makaa-Njem-Gruppe, die als Guthrie-Zone A80 klassifiziert wird.
Sie hat die Dialekte Bebent, Mbwaanz und Sekunda.